# Une maman, des papas
Pour plus de détails, voir Fiche technique et Distribution.
Une maman, des papas (Drei in einem Bett) est un téléfilm allemand, réalisé par Wilhelm Engelhardt, diffusé en 2013.

## Fiche technique
- Titre original : Drei in einem Bett
- Titre français : Une maman, des papas
- Réalisation : Wilhelm Engelhardt
- Scénario : Hansjörg Thurn
- Photographie : Marco Uggiano
- Musique : Andy Groll
- Durée : 91 minutes
- Date de diffusion :
  -  France : 21 novembre 2013 sur M6

## Distribution
- Nadja Becker (V. F. : Ariane Deviègue) : Kerstin Lackner
- Grischa Huber (V. F. : Marie Lenoir) : Rita Lackner
- Guido Böhm : Dieter Lackner
- Rüdiger Klink (V. F. : Pierre Tessier) : Gregor Kiefer
- Bert Tischendorf (V. F. : Damien Ferrette) : Simon Schnell
- Christine Sommer (V. F. : Nathalie Bleynie) : Johanna Klitter
- Maximilian Grill (V. F. : Damien Boisseau) : Achim Herzberg
- Thomas Bading (V. F. : Jérôme Rebbot) : Dietmar Lührig
- Rainer Clemens (V. F. : Jean-Marc Charrier) : Bruno Kaballo
- Otto Mellies (V. F. : Philippe Ariotti) : Riemkötter

Source et légende : Version française (V. F.) sur RS Doublage et sur le carton du doublage français.